# منقارية بيروتية
منقارية بيروتية (الاسم العلمي:Rostraria berythea) هي نوع من النباتات يتبع جنس المنقارية من الفصيلة النجيلية.